# Чащегорова (деревня)
Чащегорова — исчезнувшая деревня в Меркушинской волости Верхотурского уезда Пермской губернии. Существовала примерно до 1945-го года.

## История
По переписи жителей 1680 г. указана как Погост Меркушинский. Видимо, деревня не была административной единицей в данный момент времени. В деревне жители Чещегоровы отмечены в 2-х дворах.
По переписи жителей 1710 г. указана как Деревня Чешегорова. В то время в деревне уже было 5 дворов.
По переписи жителей 1762 г. указана как Деревня Чещегорова. В данной переписи сохранена запись об 2 дворах.
По переписи жителей 1795 г. в деревне числится 6 дворов.
В переписи жителей 1811 г. по данным этой переписи в деревне числится 6 дворов.
Перепись жителей 1834 г. насчитывала в деревне 9 дворов.
По данным переписи 1858 г. в деревне числится 7 дворов.